# Wapen van Friens

Wapen van Friens

Het wapen van Friens is het dorpswapen van het Nederlandse dorp Friens, in de Friese gemeente Leeuwarden. Het wapen werd in 1986 geregistreerd.

## Beschrijving
De blazoenering van het wapen in het Fries luidt als volgt:
Yn sulver twa griene kneppels, skean oer elkoar hinne, dêrboppe en dêrûnder in reade roas.
De Nederlandse vertaling luidt als volgt: 
In zilver twee groene takken, schuin over elkaar heen, daarboven en daaronder een rode roos.
De heraldische kleuren zijn: zilver (zilver), sinopel (groen) en keel (rood).

## Symboliek
- Takken: ontleend aan het wapen van de familie Van Beslinga, deze familie is afkomstig van de voormalige Beslinga State.[2]
- Rozen: overgenomen uit het wapen van de familie Van Sytzama. Deze familie was eigenaar van de Beslinga State vanaf de 16e eeuw tot de afbraak in 1848.[2]

Het wapen van Van Sytzama.

## Zie ook

Vlag van Friens